# Operation Granite
Die Operation Granite war ein Gesamtplan des Pacific Ocean Areas (POA) unter dem Kommando von Admiral Chester W. Nimitz, Commander in Chief, Pacific Ocean Areas (CINCPOA), für die Fortsetzung der Operationen im zentralpazifischen Raum in Richtung der japanischen Heimatinseln während des Pazifikkriegs im Zweiten Weltkrieg.
Nimitz erhielt die Direktive zu dieser Planung am 24. November 1943 auf der Sextant-Konferenz in Kairo vom Combined Chiefs-of-Staff Komitee.

## Vorgeschichte
Die Operationspläne, ausgearbeitet von den Planungsstäben der beiden Kommandanten der Kriegsschauplätze im Pazifik, General Douglas MacArthur (SWPA) und Admiral Nimitz (POA), sollten deren Truppen in logischen, strategischen Schritten zum ultimativen Ziel, dem japanischen Festland führen. MacArthurs Truppen im Südwestpazifik würden von Neuguinea nach Nordwesten zu den philippinischen Inseln vorstoßen, während Nimitz' Streitkräfte in den Pazifischen Ozeangebieten durch die Salomon-, Gilbert-, Marshall- und Marianeninseln nach Westen vorstoßen würden, bevor sie im Oktober 1944 MacArthurs Streitkräfte auf den Philippinen unterstützten.
Um diesen Gesamtplan zu verwirklichen, wurden von MacArthur die Musketeer-Pläne zur Eroberung der Philippinen und von Nimitz der Plan Granite, der die Abfolge der Inselhüpf-Angriffe im Pazifik für das Jahr 1944 festlegte, entwickelt. Bis Ende 1944 würde der Erfolg dieser beiden Pläne den Großteil der japanischen See- und Luftwaffe zerstören und das Kaiserreich Japan bis zum Frühjahr 1945 an den Rand der Niederlage treiben.

## Planung

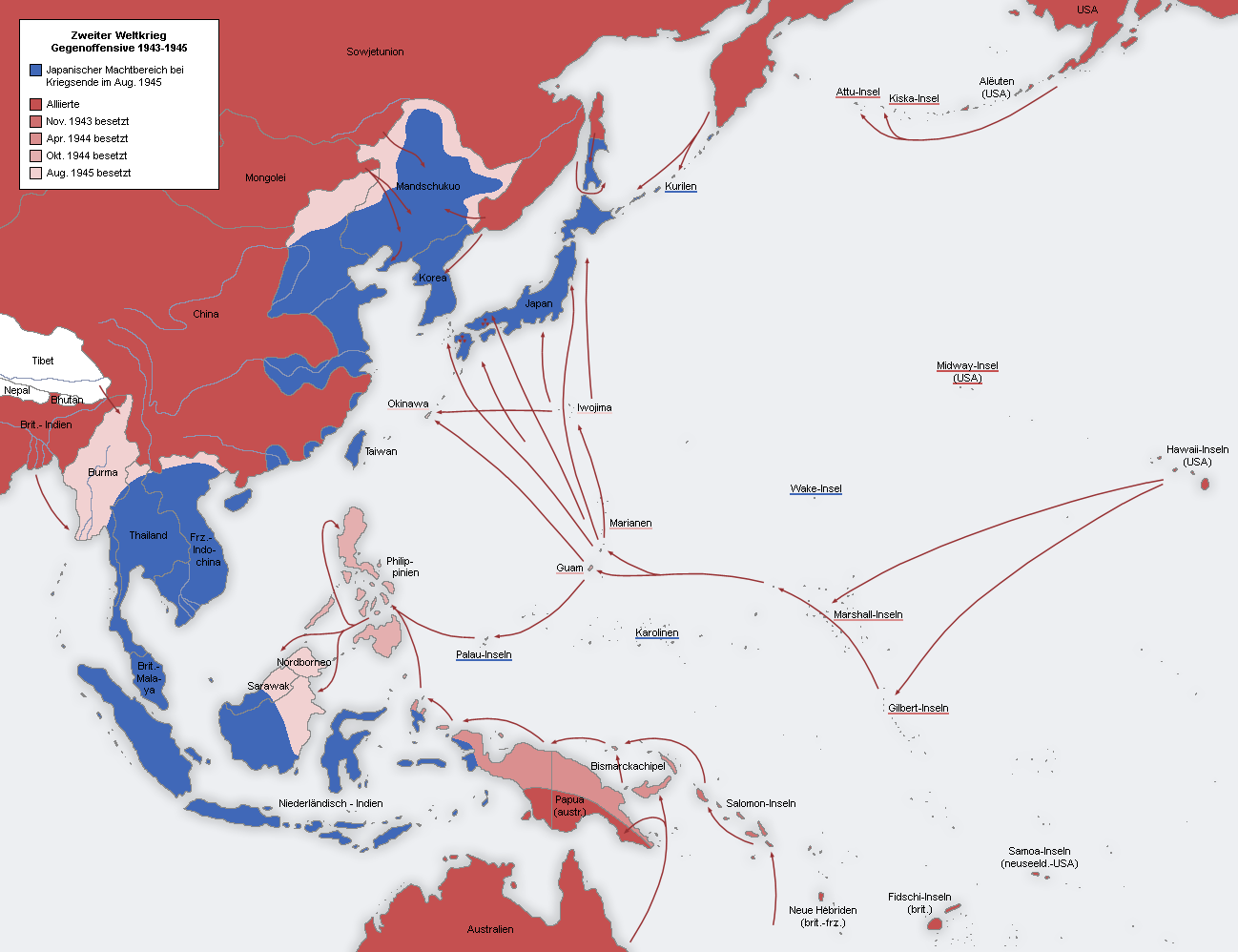
Die zwei Angriffsachsen des POA und SWPA

Auf der Konferenz von Kairo im November 1943 wurde von den Joint Chiefs of Staff eine Direktive ausgegeben, die einen zweigleisigen Angriff durch den Zentralpazifik und gegen die Philippinen vorsah. Die jeweiligen Pläne dazu sollten von den Oberkommandierender des jeweiligen Kriegsschauplatzes ausgearbeitet werden.
Der Granite-Plan sollte eine Endoffensive erzeugen, die sich nicht gegen die Hauptbastionen Japans und die Heimatinseln selbst richtete, sondern gegen die Schwachstellen einer Linie, die sich von der Marianengruppe über Formosa und die Ryūkyū-Inseln nach China erstreckte. Nimitz und sein Stab waren der Ansicht, dass ein solches Vorgehen die unvermeidlichen Blutbäder, die bei der direkten Bekämpfung der japanischen Hauptstreitkräfte entstünden, vermeiden würden und das gleiche Ergebnis erzielen, indem das japanische Reich in zwei Teile geteilt würde. Somit könnte Japan im Norden mit seiner großen Bevölkerung isoliert werden, aber ohne das Rohöl, die Nahrung und die Rohstoffe, die es aus China und Südostasien holte, und die japanischen Streitkräfte in der „Großostasiatischen Wohlstandssphäre“ würden von Verstärkung und Nachschub abgeschnitten werden und daher wahrscheinlich in kurzer Zeit begrenzten alliierten Offensiven zum Opfer fallen können.
Die konkrete Planung für Granite begann am 27. Dezember 1943 mit der vorläufigen Zeitplanung für die Operationen im Zentralpazifik. Sie sollte auch dabei helfen, Zieldaten für Landungen im Südwestpazifik festzulegen, die von der Pazifikflotte unterstützt werden müssten.
Die Planung umfasste die vorläufig festgelegten Daten für die folgenden Operationen:
- 31. Januar 1944 – Operation Flintlock, die Landung auf Kwajalein in den Marshallinseln.

- 20. März 1944 – Angriff auf Kavieng auf der Insel Neuirland, zusammen mit einem Luftangriff auf das Truk-Atoll.
- ..20. April 1944 – Unterstützung der Truppen von General MacArthur bei der Landung auf Manus in den Admiralitätsinseln.
- 1, Mai 1944 – Landung auf Eniwetok in den Marshallinseln
- 1. Juli 1944 – Landung auf Mortlock.
- 15. August 1944 – Einnahme des Truk-Atolls

Als vorläufiges Zieldatum für die Marianen-Operation, inklusive der Einnahme von Saipan, Tinian und Guam, war der 15. November 1944 vorgesehen.
Am 13. Januar änderte Nimitz den Plan ab, indem er die Eroberung von Mortlock und Truk auf den 1. August vorzog. Auch dies war kein endgültiges Datum, denn falls sich diese beiden Landungen als unnötig erweisen sollten, könnten die Palauinseln im Westen als alternatives Ziel dienen. Von dort würde die Offensive nach Nordosten zu den Marianen umschwenken, wo die Angriffstruppen am 1. November landen sollten. Der Angriff auf Guam, die zweite Phase, sollte bis zum 15. Dezember beginnen. Weitere Beratungen fanden dann Ende Januar mit Vertretern des SWPA, dem Southeast Pacific Area (SPA) und eigenen Stabsoffizieren statt. Hierbei wurden Mittel zur weiteren Beschleunigung des Krieges gegen Japan erörtert. Auch weitere Umstellung der Angriffstermine wurden durchgesprochen.

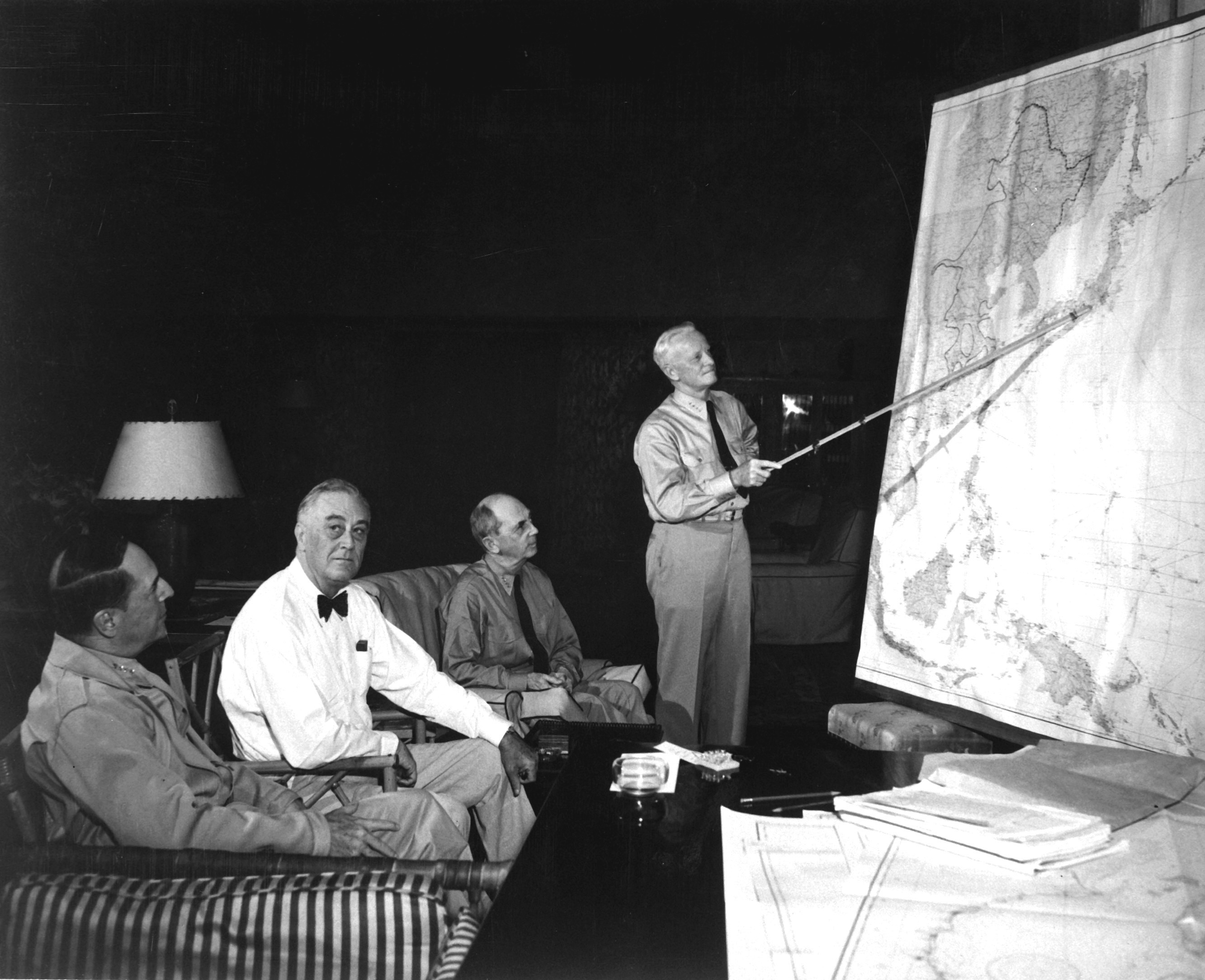
Präsident Roosevelt trifft sich auf Hawaii mit General Douglas MacArthur (links), Admiral William D. Leahy (Mitte) und Admiral Chester W. Nimitz (stehend).

Die am 12. März von den Joint Chiefs of Staff herausgegebene Direktive enthielt nicht mehr das Ziel Kavieng. Der dortige japanische Stützpunkt sollte nun genau wie Rabaul auf Neubritannien umgangen werden. -Streitkräfte des SWPA sollten Hollandia in Neuguinea im April einnehmen und dann die zusätzlichen Landungen entlang der Nordküste der Insel vornehmen, die für zukünftige Operationen gegen den Palaus oder Mindanao als notwendig erachtet wurden. Diese Überarbeitung der Aufgaben im Süd- und Südwestpazifik ermöglichte es MacArthur, die für die Kavieng-Operation geliehenen Flotteneinheiten an Nimitz zurückzugeben. Dies sollte bis zum 15. Mai geschehen.

### Granite II
Nachdem entschieden wurde Truk ebenfalls zu umgehen, ermöglichte es Admiral Nimitz, den festgelegten Zeitplan für die Offensive im Zentralpazifik nochmals zu ändern. Zudem waren Marine- und Armeetruppen zwischenzeitlich am 31. Januar 1944 auf dem Kwajalein-Atoll an Land gegangen und hatten bis zum 3. Februar einen schnellen Sieg bei überraschend geringen Verlusten errungen. Infolgedessen verlagerte Admiral Nimitz den Termin für den Eniwetok-Angriff vom 1. Mai auf den 17. Februar. Fünf Tage nach der ersten Landung war dieses Atoll in amerikanischer Hand (→ Operation Catchpole). Gleichzeitig machte ein Deckungsangriff der Fast Carrier Task Force (TF.58) von Vizeadmiral Mitscher gegen Truk klar, dass dieser viel gepriesener japanischer Marinestützpunkt schwächer als angenommen war (→ Operation Hailstone). Daher wurde offensichtlich, dass Luftangriffe die auf Truk verbliebenen Japaner eindämmen konnten. Damit war die Bedrohung der Flanke des Zentralpazifik-Vorstoßes beseitigt. Die Einnahme der Admiralitätsinseln im Rahmen der Operation Brewer ab Ende Februar 1944 sicherte die Neutralisierung des japanischen Stützpunkts durch landgestützte Flugzeuge und ebnete den Weg für die Eroberung der südlichen Marianen.
Der überarbeitete Kampagnenplan Granite II sah nun als Nächstes die Einnahme von Saipan, Guam und Tinian in den Marianen vor, gefolgt von Landungen in Palau am 8. September. Am 15. November sollten Truppen des SWPA auf Mindanao an Land gehen.
Die abschließenden Termine für Granite II waren:
- ab 15. Juni 1944 – Einnahme von Saipan, Guam und Tinian (→ Gesamtoperation Forager)
- 8. September 1944. – Einnahme von Palau (→  Operation Stalemate II)
- 15. November 1944 – Landung auf Mindanao (später verschoben auf den 10. März 1945)
- 15. Februar 1945 – Landung auf Formosa und bei Amoy in China, oder alternativ die Landung auf Luzon in den Philippinen (Die Landung auf Luzon begann am 9. Januar 1945)